# Rajd Safari 1987
Rajd Safari (35. Marlboro Safari Rally) – 35. Rajd Safari rozgrywany w Kenii w dniach 16–20 kwietnia. Była to czwarta runda Rajdowych mistrzostw świata w roku 1987. Rajd został rozegrany na nawierzchni szutrowej. Bazą rajdu było miasto Nairobi.

## Wyniki końcowe rajdu[1]
| Msc. | Kierowca        | Pilot                 | Samochód                | Czas    | Strata   | Grupa | Punkty |
| ---- | --------------- | --------------------- | ----------------------- | ------- | -------- | ----- | ------ |
| 1    | Hannu Mikkola   | Arne Hertz            | Audi 200 Quattro        | 3:39.44 | 0.0      | A8    | 20     |
| 2.   | Walter Röhrl    | Christian Geistdörfer | Audi 200 Quattro        | 3:56.59 | +17.50   | A8    | 15     |
| 3.   | Lars-Erik Torph | Benny Melander        | Toyota Supra 3.0i       | 4:31.09 | +50.25   | A8    | 12     |
| 4.   | Erwin Weber     | Matthias Feltz        | Volkswagen Golf GTI 16V | 5:47.27 | +2:07.43 | A7    | 10     |
| 5.   | Per Eklund      | Dave Whittock         | Subaru RX Turbo         | 6:00.42 | +2:20.58 | A8    | 8      |
| 6.   | Robin Ulyate    | Ian Street            | Toyota Supra 3.0i       | 6:33.07 | +2:53.23 | A8    | 6      |
| 7.   | Rudi Stohl      | Jürgen Bertl          | Audi Coupé Quattro      | 6:45.27 | +3:05.43 | A8    | 4      |
| 8.   | Mike Kirkland   | Robin Nixon           | Nissan 200SX            | 7:14.04 | +3:33.20 | A8    | 3      |
| 9.   | Rauno Aaltonen  | Lofty Drews           | Opel Kadett GSI         | 8:08.10 | +4:28.26 | A7    | 2      |
| 10.  | Ari Vatanen     | Christian Gilbert     | Subaru RX Turbo         | 9:06.17 | +5:26.33 | A8    | 1      |

## Klasyfikacja po 4 rundach
Tabele przedstawiają tylko pięć pierwszych miejsc.

### Kierowcy
| Lp. | Kierowca         | Pkt |
| --- | ---------------- | --- |
| 1   | Juha Kankkunen   | 37  |
| 2   | Markku Alén      | 28  |
| 3   | Walter Röhrl     | 27  |
| 4   | Miki Biasion     | 23  |
| 5   | Kenneth Eriksson | 23  |

### Producenci
| Lp. | Producent  | Pkt |
| --- | ---------- | --- |
| 1   | Lancia     | 57  |
| 2   | Audi       | 48  |
| 3   | Volkswagen | 40  |
| 4   | Mazda      | 32  |
| 5   | Renault    | 25  |